# Тисяча мільярдів доларів
«Тисяча мільярдів доларів» (фр. Mille milliards de dollars) — французький кримінальний фільм 1982 року режисера Анрі Вернея, екранізація роману Лоуренса Мейєра «Фальшивий фронт» (англ. False Front).
Назва фільму стосується річного обороту корпорацій, на які націлена журналістка Кержана.

## Сюжет
Журналіст Поль Кержан (Патрік Девар), якого називають «чудовим репортером», одного разу отримує анонімний телефонний дзвінок. Його співрозмовник звинувачує промисловця Жака Бенуа-Ламберта (Роберт Парті) в отриманні хабарів і продажі французької електронної компанії американській багатонаціональній компанії GTI.
Розслідування Кержана підтверджує це звинувачення. Він публікує гучну статтю про злочинний бізнес, спалахує великий скандал. На наступний день Жак Бенуа-Ламберт був знайдений мертвим у своєму автомобілі з кулею в голові. Кержан продовжує свої дослідження і виявляє, що до бізнесу залучена таємна організація. Його життя в небезпеці …

## Ролі виконують
- Патрік Девар — Поль Кержан
- Кароліна Сельє — Елена Кержан
- Шарль Деннер — Вальтер, приватний детектив
- Роберт Парті — Жак Бенуа-Лямбер, на прізвисько «ЖБЛ»
- Жанна Моро — пані Бенуа-Лямбер
- Мел Феррер — Корнелій «Нелл» Абель Воген, президент GTI
- Жак Франсуа — Фред Ґрейт
- Мішель Оклер — Мішель Сент-Клод, директор GTI-Європа
- Жан-Лоран Коше — Серж Артманн, директор «Трибуни»
- Едіт Скоб — пані Бронська